# Кури (город)
Кури́ (кор. 구리시?, 九里市?, Guri-si) — город в провинции Кёнгидо, Южная Корея.

## История
Человеческие поселения на территории современного Кури появились в эпоху Самхан. Тогда эта земля входила в состав племенного объединения Махан под названием Коригук. Сейчас территория Коригук поделена между несколькими современными южнокорейскими городами. Позже территория вошла в состав раннекорейского государства Пэкче, а затем, в IV веке — в состав Когурё. В 475 году здесь был образован уезд Пукхансан (Пукхансангун). В 898 году на территории нынешнего Кури вошла в состав района Янджу. В 983 году Янджу получил административный статус мок. К 1530 году относится первое упоминание городка Куджи, располагавшегося на нынешней территории Кури. В 1914 году Кури получил своё современное название. 1 января 1986 года получил статус города.

## Административное деление
Кури административно делится на 8 тон (дон). Данные о населении за 2000 год.
| Район         | Хангыль | Площадь, км² | Население, чел |
| ------------- | ------- | ------------ | -------------- |
| Инчхандон     | 인창동  | 2,1          | 22 505         |
| Кальмэдон     | 갈매동  | 3,95         | 3 374          |
| Кёмун-идон    | 교문2동 | 1,1          | 22 942         |
| Кёмун-ильдон  | 교문1동 | 7,55         | 17 615         |
| Сутхэк-идон   | 수택2동 | 0,47         | 22 755         |
| Сутхэк-ильдон | 수택1동 | 1,58         | 60 827         |
| Сутхэк-самдон | 수택3동 | 9,22         | 17 668         |
| Тонгудон      | 동구동  | 7,33         | 31 933         |

## География
Город расположен в гористой местности на востоке провинции Кёнгидо. На западе граничит с Сеулом, на севере и востоке — с Намъянджу, на юге — с Ханамом. Ландшафт образован невысоким горным хребтом, который к востоку переходит в горную гряду Тхэбэксан. Высочайшие горы, находящиеся в административных границах города — Пукхансан (836 метров) и Тобонсан (710 метров). Речная система Кури представлена несколькими притоками крупной реки Ханган, среди них Кёмунчхон, Умичхон и Чунчхон. Также на территории города имеется одно естественное и три искусственных озера.
Климат, как и на остальной части страны, муссонный, среднегодовая температура 12,5 °C (среднее значение в период 1997—2007 год). Самый холодный месяц — январь (средняя температура −4,3 °C), самый тёплый месяц — август (средняя температура 30,5 °C). Среднегодовое количество осадков — 1215 мм, большая часть осадков выпадает в сезон дождей (июль-август). Нередки наводнения во время сезона дождей.

## Туризм и достопримечательности
- Павильон Синдоби, поставлен в честь одного из корейских военачальников эпохи Имджинской войны. В 1985 году павильон был внесён в список материального культурного наследия провинции Кёнгидо.[6]
- Комплекс гробниц Тонгурын — место захоронения знати династии Чосон. Всего в захоронении похоронено 9 ванов этой династии. Главная достопримечательность — могил Ли Сонге, основателя династии Чосон.[7]
- Посёлок кузнецов в Кури — представляет собой музей под открытым небом. В посёлок воссоздана атмосфера ремесленных поселений ранне-средневековой Кореи (государство Когурё и более поздние эпохи). Общая площадь комплекса — около 5 тыс. м².[8]
- Военная крепость на горе Ачхасан — небольшое фортификационное сооружение с длиной стены около 300 метров. В настоящее время здесь проводятся археологические работы. Крепость датируется периодом Трёх государств.[9]

## Символы
Как и остальные города и уезды Южной Кореи, Кури имеет ряд символов:
- Дерево: гингко
- Птица: голубь
- Цветок: азалия
- Маскот: весёлый человечек по имени Арими

## Известные уроженцы и жители
- Ким Минсок (Сюмин) — участник бой-бэнда EXO
- Чан Дону[англ.] (Дону) — участник бой-бэнда Infinite
- БоА — певица, автор песен, музыкальный продюсер и актриса.
- Ким Доён[англ.] (Доён) — участник  бой-бэнда NCT

## Города-побратимы
Кури имеет ряд городов-побратимов:
Внутри страны
- Самчхок, провинция Канвондо — с 2001.
- Танян, провинция Чхунчхон-Пукто — с 2007.
- Конджу, провинция Чхунчхон-Намдо — с 2009.

За рубежом
- Паньцзинь, Китай — с 2000 — статус дружественного города.
- Дафэн, Китай — с 2000 — статус дружественного города.
- Цзиань, провинция Цзилинь, Китай — с 2001 — статус дружественного города.
- Янсинь, провинция Шаньдун, Китай — с 2004 — статус дружественного города.